# Cal Figuerola (Calonge de Segarra)
Cal Figuerola és una obra de Calonge de Segarra (Anoia) inclosa a l'Inventari del Patrimoni Arquitectònic de Catalunya.

## Descripció
Casa de planta i d'on cal destacar sobretot el portal de mig punt, adovellat amb pedra picada, amb contraforts a banda i banda que li donen cert aire de construcció forta. Un d'aquest contraforts agafa gran part de la façana on hi podem veure una finestra petita tipus espitllera.
Conserva, al primer pis una finestra rectangular adovellada amb guardapols i una altra més petita que fou afegida posteriorment.
El sostre és a dues vessants (asimètric).